# 粵語正音運動
粵語正音運動，指香港從1970年代開始到現在的一連串獨立但亦相關連的所謂「矯正」發音的運動。於1970年代至1980年代期間，該運動只是針對香港傳媒的粵語懶音及錯讀。到了1990年代至21世紀初，由香港中文大學教授、前電視藝員何文匯博士所提倡的粵語正音運動，因為要求了以《廣韻》的切音取代目前通行的粵語讀音，而被不少教師指出是一種矯枉過正的學說。現時，支持和反對的兩大陣營仍然在對壘中。在學術界的朗誦及教學方面，支持者有不少；香港傳媒尤以無綫電視及亞洲電視皆作支持；但是在香港市民的日常生活中，此學說未有很大程度的支持。
明代著名音韻學者陳第在《毛詩古音考‧自序》（毛詩即《詩經》）中，提出「時有古今，地有南北；字有更革，音有轉移，亦勢所必至」的觀點，另外《讀詩拙言》謂「一郡之內，聲有不同，繫乎地者也；百年之中，語有遞轉，繫乎時者也」的見解，值得我們就正音運動這個問題上作為參考。
本文以教育學院拼音方案標示字音。

## 背景

### 1970－1980年代
在1970年代，粵語正音就已因為大眾傳媒的普及而引起關注。當中，梁醒波為學界所攻擊的其中一個對象。梁醒波先生是香港粵劇界著名丑生，後來在無綫電視（TVB）的晚間娛樂節目《歡樂今宵》演出。由於梁醒波在香港的受歡迎程度，他的「錯誤發音」被香港大眾市民所學習。其中一個教授經常提及的例子，就是「姍姍來遲」這句成語。按原來粵語的發音，「姍」解作「遲」應讀作「仙」 ，但他卻在電視上唱出了「何以『山山』來遲」的歌詞。直到現在，香港人都只知「姍」讀作「山」，而不知正音為「仙」。
當時，在大眾傳媒負責推廣正音的，是在香港電台第五台晚間主持節目《咬文嚼字》的宋文，例如他主張「傀儡」的「傀」應該讀成 [fui2] （灰陰上聲），不能讀如「塊」音，
他的正音運動，直接引致後來香港電台在1980年代初期對廣播員發音要求的糾正。這些被糾正的例子包括以下幾個：
| 詞語 | 習慣讀音 | 「正音」          |
| ---- | -------- | ----------------- |
| 時間 | 時「諫」 | 時「姦」          |
| 報刊 | 報「罕」 | 報「看字變調1聲」 |
| 傍晚 | 「旁」晚 | 「磅」晚          |
| 核子 | [hat9]子 | [wat9]（搰）子    |

在當年，這一派主張將「時間」改讀成「時『姦』」，引起了頗大爭議，並在報章上引起哈公、王亭之等人的批評。
電視上亦有由林佐瀚先生主持的《每日一字》節目，但林先生對正音的態度比較寬容，並支持當一個讀音已經普遍時，大眾應該接受。

### 1990年代至今
1990年代至今，何文匯對推廣粵語「正音正讀」運動最為活躍，並且透過其徒弟與信徒向傳媒與教育體系發功，尤其何在擔任香港中文大學教務長時，將畢業必修要求由大學語文改為學習其發音學說的語文精修課程(俗稱“語精”)，對社會有一定的影響。另社會上反何文匯的人也紛紛發表抨擊文章，並向網民教授真正的正字正音。

## 何文匯的「正讀」學說
對於粵語的正音，即何謂「正確讀音」，何文匯自有一套看法。他的理論，將「正確讀音」分為兩個層面，就是「發音準確」和「吐字清晰」。在何文匯出版的書籍中，「正音」屬於「吐字清晰」層面，而「正讀」屬於「發音準確」部份。

### 吐字清晰（正音）
一個字的讀音，可透過字典上的注音查證。如果知道一個字的讀音，但說話者不懂或用錯發聲部位，导致所發出的音節出現偏差，與其他發音部位接近的音節混和，令其他人誤會，發音便不準確。提倡「吐字清晰」，即「正音」，主要是希望糾正「發音準確」這個問題。
何文匯舉出以下經常出現的發音不準確問題：

#### 聲母部份
1. /ŋ-/和零聲母：
  1. 在粵語中，陽聲字不會出現「零聲母」，例如我/ŋɔː˩˧/、牛/ŋɐu˨˩/均帶/ŋ-/聲母。但年輕一輩很多人都這些字讀成零聲母，即/ɔː˩˧/、/ɐu˨˩/。
2. /l-/和/n-/聲母
  1. 有些人會將本來應該讀/n-/聲母的字讀成/l-/聲母，如「泥/nɐi˨˩/」讀成「黎/lɐi˨˩/」。
3. /k-/和/kʷ-/ 聲母
  1. 不懂分辨貳字分別的人會將「國/kʷɔːk̚˧/」讀成「角/kɔːk̚˧/」、「光/kʷɔːŋ˥˧/」讀成「江/kɔːŋ˥˧/」，即在韻腹/ɔː/的字前丟失了圓唇的半元音/◌ʷ/。
4. /kʰ-/和/kʷʰ-/聲母
  1. 何文匯認為，由於其中與/◌ʷ/部份丟失甚久，嚴格而言這未必是發音不準確使然，只是人們沿襲以前錯讀，不知道這些字本來有/◌ʷ/的圓唇部份，例如「鄺/kʷʰɔːŋ ˧˧/」讀成「抗/kʰɔːŋ˧˧/」。
5. /m̩/和/ŋ̍/
  1. 這兩個元音化輔音，單獨發出時，/m/應該只有一個「唔」音，但很多人將/ŋ̍/讀成/m̩/，如「吳/ŋ̍˨˩/」、「五/ŋ̍˩˧/」讀成「唔/m̩˨˩/」、/m̩˩˧/。

#### 韻尾部份
1. /-ŋ/對/-n/、/-k̚/對/-t̚/

一些人會在收音時誤將/-ŋ/變成/-n/、/-k̚/讀成/-t̚/。例如「恒生銀行」中，「恒/hɐŋ˨˩/」、「生/sɐŋ˥˧/」、「行/hɔːŋ˨˩/」均是/-ŋ/韻尾，但一些人會讀成「痕/hɐn˨˩/」、「身/sɐn˥˧/」、「寒/hɔːn˨˩/」。而與這兩個韻尾相對應的入聲字亦有同樣問題，例如將「角/kɔːk̚˧/」讀成「葛/kɔːt̚˧/」。
一些人會以「讀懶音」概括以上現象。但反對者指出「懶音」帶貶義，因為這些人未必因為「懶」才將這些字音相混，有可能是從來沒有人教他們如何分辨這些不同的發音部位及教導正確的發音方法。然而基於上述語言特徵並未在社會上消失，所以提出矯正這些「發音不準確」（正音）問題，在社會和學術界的爭議不大。

### 發音準確（正讀）
與「吐字清晰」不同，一個人即使吐字清晰，發音亦未必正確，因為「準確」未必「正確」。這是因為說話者習得的讀音本身是錯誤的，說話者只是「準確」地將這個「錯音」讀出。
例如「星光熠熠」的「熠」字，絕大多數人讀成「泣」[jap7]音，根據「正讀」系統的讀音，其實是錯誤的：何文匯指，應該讀成「入」[jap9]音才算正確。
一般人未必把上述「正音」、「正讀」兩種概念分得清楚。不少人會以「講正音」描述如上例中「熠」要讀「入」音的「正讀」理論；又或是以「正音」涵括「吐字清晰」及「發音準確」兩個範疇。但由於「吐字清晰」（「正音」）在社會並沒有太大爭議，因此同時以「正音」描述「發音準確」（「正讀」），亦不會有太大誤會。

### 「正讀」審音方法
要「正讀」，便得先找出哪一個音才算「正確」。何文匯所出版著作中對於其「正讀」之學說理論大致相同；《粵音正讀字彙》可視為何文匯粵音規範的重要參考。何文匯認為，「正讀」的原則是：
- 「粵音正讀主要沿自《廣韻》系統。」（《粵音正讀字彙》第392頁）
- 「凡據《廣韻》同系統韻書所載反切切出來的讀音，則視為正讀。」（《粵音正讀字彙》凡例11）

何文匯指，雖然語音是約定俗成，但是他認為語音在《廣韻》編纂時，粵音已經做過最全面和最有效的約定俗成，所以在這之後不應該再來約定俗成；現在提出「語音是約定俗成」的人，其實都只是希望習非勝是、一己的錯讀得到別人默許。
何文匯的審音方法就是：
- 「以《廣韻》系統的切語為基礎，再以古今音變為脈絡。」

古時標音是根據反切法，「上字取聲母，下字取韻母；上字辨清濁，下字辨平仄」。後清濁化為音階，濁音清化，所以現在是「上字辨陰陽，下字辨平仄」。這種方法不能分辨陰入與中入聲，何氏指這便得「靠經驗」。何文匯以《廣韻》及其他同系統韻書所收載的反切，作為擬定「正讀」的基礎。
「古今音變」是來自前人對於音韻的研究成果。何文匯在書中提及會考慮以下的音變：

#### 「古無輕脣音」及「古無舌上音」
古无轻唇乃清朝錢大昕提出：「凡輕唇者，古皆讀為重唇。」
書中有舉出「平」字為例，《廣韻》作「符兵切」；由於「符」字今已發 [f-] 聲母，故「符兵切」只能切出[fing4]音，無法切出「平」字實際讀音[ping4]。
而古无舌上亦是錢大昕發現。《十駕齋養新錄．舌音類隔之說不可信》：「古無舌頭舌上之分，知徹澄三母，……求之古音，則與端透定無異。」
何文匯書中舉「秩」字為例，《廣韻》標「直一切」。「直」字今已讀成舌上音，但「秩」依然讀舌頭音[dit9]而不讀[zat9]（「窒」音） 。所以「直一切」已無法反映實際音讀。
《廣韻》有為上述情況作「新添類隔今更音和切」增補（「類隔」即原反切字無法反映實際讀音，反之則叫做「音和」），用新的反切字，取代「類隔」的切音，以符合該字在那時期的實際讀音，達到「音和」。例如「平」字「符兵切」，後增「僕兵切」。留意「僕」字在粵語中聲母是[b-]，與被反切字「平」的[p-]不同，但由於之後的「送氣與不送氣」原則：陽平聲一定送氣，反切出來仍應讀 [p-] 聲母。

#### 「喻三」歸「匣」
這是中國音韻學家曾運乾所提出（《喻母古讀考》）。所謂「喻三」，即中古「喻」紐（紐即古聲母，書中以「喻」母稱之，意義相同）三等字，與「匣」紐同類。
何文匯指，在香港粵語語音「喻三」變為讀[w-]聲母還是[j-]聲母並無一定準則，「看來主要還是經過『約定俗成』才成為現今的讀法」；他並舉「桓」、「完」、「丸」等字在《廣韻》同屬「胡官切」，但粵語則將「完」、「丸」讀[jyn4]、「桓」字卻讀[wun4]，指這些讀音由來而久，故不強行劃分。

#### 「影」母的衍化
書中指中古音「影」母在粵音衍化為 [j-]、[w-] 及零聲母。
何文匯並指出，零聲母被語音能力較高的香港人加上 [ng-] 聲母，並聲稱這獲得普遍認可。他認為這是由於語音能力低的人無法將如「牛」、「我」等字的 [ng-] 聲母發出，而變成零聲母，說起來像牙牙學語一樣；語音能力較高雖然能讀出 [ng-] 聲母，卻矯枉過正致連陰聲、原本是零聲母的字（如「安」、「亞」）亦變成 [ng-] 聲母。他在書中說，這種讀成很快變成流讀。所以在書中會為大多數零聲母陰聲字加注帶有 [ng-] 聲母的讀音。

#### 有關「疑」母
書中指「疑」母在粵音變化相當有規律：
- 陽聲調開口呼韻母之前的「疑」母仍然讀 [ng]，例如「我 [ngo5]」、「牙[ngaa4]」
- 陽聲調齊齒呼與撮口呼，或近似的韻母前的 [ng-] 變成 [j-] 聲母，例如「研[jin4]」、「魚 [jy4]」（「疑」字本身在粵語都變成 [j-] 聲母）
- 疑母和「合口呼」合讀，會將「合口呼」[-u] 排擠，變成元音化的輔音，如「吾 [ng4]」、「午 [ng5]」

這些變化，何氏指因由來已久，且有跡可尋，故表示認同。

#### 送氣與不送氣
書中指，經過演變，粵音陽聲塞音聲母（送氣：p[pʰ-]/t[tʰ-]/k[kʰ-]；不送氣：b[p-]/d[t-]/g[k-]）及陽聲塞擦音聲母（送氣：tsi[tʃʰ-]；不送氣：dzi[tʃ-]）的規律是：
- 陽平聲一定送氣
- 陽上聲一定送氣
- 陽去聲一定不送氣
- 陽入聲絕大多數不送氣

#### [h-] 母的變化
書中指來自「曉」、「匣」聲母及小部份由 [k-] 聲音弱化而來的 [h-] 母，會有以下變化：
1. [h-] 聲母後面緊靠着齊齒呼，會因顎化而消失，齊齒呼成為半元音 [j-] 聲母
例：休（許尤切） [h-] + [-i-] → [∅-] + [j-]
2. [h-] 聲母後面緊靠着合口呼，會因脣化而消失，合口呼成為半元音 [w-] 聲母，以陽聲調為甚
例：黃（胡光切） [h-] + [-u-] → [∅-] + [w-]
3. [h-] 聲母後面是開口呼，但 [h-] 越讀越弱而消失，並在變成零聲母前補上聲母
例：丘（去鳩切） [k-] → [h-] → [∅-] + [j-]
4. 陰聲調中 [h-] 聲母後面若是合口呼則合相互混和成為 [f-] 聲母
例：霍（虛郭切） [h-] + [-u-] → [f-]

#### 聲母互換
何氏指發音部位相同而發音方法相近的聲母，有時會互換，如：
1. [ts-] 和 [s-] 互換，陽去及陽入聲時則是 [dz-] 和 [s-] 互換
例：
  - [ts-] → [s-]：倩（倉甸切）
  - [s-] → [ts-]：矢（式視切）
2. [k-] 和 [h-] 互換
例：
  - [h-] → [k-]：攜（下各切）
  - [k-] → [h-]：空（苦紅切）

#### 韻母近移
何氏指出，由於古今音變、各地方言相互影響，造成流行粵讀的韻母與反切下字的韻母並不相同。書中舉出「最」字《廣韻》「祖外切」，若依此切韻應讀「載」[-oi] 音而不是現在的 [-eoi] 音。
何文匯對此沒有明確標準，「主要是參考流讀」。

#### 介音的消失
粵音標準音沒有介音，某些介音會消失，亦有些會以另一種形式保留在粵音中，如中古語介音 [-u-] 成為粵音的「光」、「誇」中的 [-w-]，雖然語言學家今將之撥歸聲母，不過在《廣韻》中「誇」字「苦瓜切」，今視為聲母一部份 [kw-] 中的 [-w-] 成份其實是來自「瓜」（[gwaa1]）字。

#### 鼻音和塞音韻尾的變化
這是指有部份本來是 [-n] 收音變成 [-m] 收音（或相反）、[-t] 變成 [-k]、[-p] 變作 [-t] 的變化。何氏指「這些韻尾變化由來甚久，恐怕難以還原」。
例：
- [-m] → [-n]：凡（符咸切）
- [-n] → [-m]：蟬（市連切）
- [-t] → [-k]：悉（息七切），若依切音，同音字為「膝」
- [-k] → [-t]：核（下革切）
- [-p] → [-t]：壓（烏甲切）

#### 陽上作去
陽上作去又稱「濁上變去」，是指全濁上聲系統地演變為全濁去聲，如「動」、「是」、「靜」等字。變化與否並無一定規則。何氏指「這是約定俗成的結果，擬音時當予以尊重」。

#### 陽上和陽入的變化
粵音陽上聲因口語變調，變成陰上聲，而不知還原，久而久之以陰上聲為流讀；另陽入聲會有移到中入及陰入的現象。何氏明言他對「誤作陰上的陽上聲比較容忍，而絕不承認陽入聲作中入的誤讀」。

### 「正讀」擬定原則
綜合該書及何文匯其他著作所述，根據《廣韻》切音，若該音所切出來與粵音，與今日的粵語相同，或是符合上述何文匯所接受的演變規律的變化結果，該音便被視為「正讀」。
不合切音，又不合演變規律的讀音，便是「錯讀」。對於「錯讀」，何文匯有以下處理方式：

#### 視為「今讀」
書按：「因本讀已不用於讀書音或口語音中…只在該字的『今讀』下注明『本讀』為何。」
這些是著者認為該「錯讀」已經「習非勝是」至「根深蒂固」、「已經到了無可救藥的地步」、「不能還原」，於是惟有接受該「錯讀」作為「今讀」。

#### 視為「口語讀音」
何博士於其《字彙》書中特別提及粵語的口語變調，並指：「口語變調不能當作正讀」。至於以變調為正音的情況，何博士會以「口語音」看待。
書按：「如該正讀另有沿用已久，習非勝是的誤讀，則前者為『正讀』，以（正）號表明；後者為『口語音』，以（語）號表明。」
意思是說，該「誤讀」可以算是口頭讀音，但依然是誤讀。他認為對於這些「誤讀」，實仍於讀書音中使用。他並認為，這些讀音應該「可改則改」（《粵音平仄入門》），否則語音會越來越混亂，一切語文規則便會名存實亡。

#### 不予收錄
書按：「日常錯讀如果尚未獲得學術界全面接受，本字彙將不予收錄。」
何文匯博士在《粵音正讀字彙》，列出50個何文匯認為未獲得學界全面接受的字；而在《粵音平仄入門》，亦根據《廣韻》舉出100個香港人日常讀錯的字。

#### 口語變調
口語變調是指在口語中為了發音方便而將某些字音調讀高，例如：
- 陽平變陰平（例：玻「璃」）
- 陽平變陰上（例：還「錢」）
- 陽上變陰上（例：老「母」）
- 陰去變陰上（例：魚「片」）
- 陽去變陰上（例：笑「話」）
- 中入、陽入變陰入（例：白「雪雪」）
- 中入變塞音收音（例：請「帖」）
- 陽入變塞音收音高升調（例：蝴「蝶」）

何氏特別指出：「口語變調不能當作正讀。有極少數不能還原的口語變調，本字彙會作為口語音讀法看待。」
何文匯根據其所擬訂的「正讀」原則，不合韻書的「本音」有超過500個，不合韻書的「口語讀音」有超過200個，而何文匯在書中舉出他認為是未被廣泛認可的「日常錯讀」則有 100 個。換言之，根據他的字音審訂標準，香港人有超過 800 個字讀錯。他在書中說香港人「日常讀錯的字，可謂不勝枚舉」。

## 對「正讀學說」的評論
何文匯根據距今超過一千年前的宋朝《廣韻》一書中的切韻方法，將很多與《廣韻》所載不同的粵音重新訂立標準，謂之「正讀」，這造成很多習用以久的讀音、坊間字典已經承認的讀音，被指為「誤讀」、「錯讀」；一些久未使用的讀音，反而成為「正讀」。
由於正音運動大幅度的更改了傳統讀音，被一些年輕人及年長的學者視為「謀殺廣府話」而加以反對。其中以從1980年代起便在《明報》專欄批評「正音運動」矯枉過正的王亭之（當時另一反對者哈公已病逝）為反對派的中堅份子。他們反對的原因是，被所謂「正音運動」所「正」的音大大減低了廣東話的流暢和靈活性，所謂「正音運動」的「正音」實際是「邪音」。
反對者指出，語言學家已得出結論，語言會經過時間和歷史因素而慢慢改變。所以以何文匯的說法，用宋朝時期出版的《廣韻》作為粵語發音的依據，實際上並不準確反映粵音實際情況，因為這樣做便忽略了《廣韻》出版前漢朝傳入嶺南之音，出版後南宋、元、明、清四朝對粵語的深遠影響。反對者也認為，年輕一輩不搞清楚「正音運動」是否可取，只「以訛為巧」而改讀所謂「正音」。
有人認為，何文匯對文字的意義、來源和讀音做學術研究，然後公開發表，這種做法並無問題，而且是一種社會貢獻。但是，將一己的學術知識，透過社會運動強加於公眾，卻是另一回事。「正音」運動的爭議由此而起。批評者有點名指謫何文匯的「正讀」動機，亦有不點名但明確表示不同意「以古韻書切語為正讀」行徑，形容此舉「泥古」。

### 直接的批評
目前在香港有潘國森及在1990年代移民多倫多的王亭之以較高姿態明確點名批評及反對何文匯提出的「正讀」及由他推動的「正讀運動」。
王亭之於八、九十年代開始，已抨擊何文匯的「正讀」是矯枉過正的舉措。他同意應該糾正「懶音」，但不同意何文匯自定體例，即將《廣韻》一系韻書切音定為「正讀」、不合韻書切音者則為「錯讀」，並將這種規則當成已被廣泛認可的標準，要求傳媒及學校跟從。他指出粵語源遠流長，一些讀音可能是在韻書編纂之前或之後約定俗成而保留至今，單以《廣韻》等幾本韻書定對錯，是十分片面的做法，亦毫不尊重粵語文化。
王亭之又指，從來沒有一個音韻學者會用古代韻書，修改或否定今日的語音；因為古代韻書亦只是紀錄當時的語音，並不是用以規範語音不能再作任何改變。他並指斥大中小學、傳媒機構，從來不過問何文匯的「正讀」原則下的訂音標準、從來不參考其他字詞典，卻只推廣何文匯的一套「正讀」──由何文匯一人釐訂的語音，批評此舉無異「謀殺廣府話」；傳媒今時今日仍然堅持使用何文匯認為的「正讀」，只是面子使然，不顧社會影響，造成語音混亂，而「正讀」在這種狀況下仍能不斷滲透，王直斥何文匯的「正音」，實為「病毒音」。
王亭之曾在網上發表多篇文章批評何文匯的「正讀」，這些文章後來結集成《廣府話救亡》一書。在書中，王亭之向何文匯提出四點質詢：
- 中原音傳入廣府，由古秦代至現代經歷多個時期，為何只承認宋代音韻，卻否定其他時期的語音？
- 廣府話有九聲，但是《廣韻》的記載只有五聲。若聲調依足《廣韻》，是否要廢去《廣韻》沒有的聲調？
- 近代的音韻學家在進行語言調查時，都是先承認實際讀音，然後研究讀音的音韻規律。何文匯為何反其道而行，只以韻書及他承認的規律，去否定實際存在的讀音？
- 何文匯所根據的規律，是否全面及得到所有學者專家認同？

書籍出版後，惹來一陣討論，王亭之和潘國森邀請何文匯出席論壇作公開辯論，不過何文匯回應未收到邀請信，事件最後不了了之。後來何文匯在其新作中，不點名批評《廣府話救亡》一書某些文章的切音有錯，以及王亭之認為廣韻書中只收錄五聲的觀點不正確，不過沒有回應為何《廣韻》後粵音的任何變化便被視為錯誤等指謫。
潘國森在《正字正音》一書中批評何文匯以一己私意，不容許廣府話在《廣韻》成書後一千年的任何「約定俗成」的轉變；又不滿他在《廣韻》標音的取捨之間，漫無準則、變幻多端的做法；並抨擊何文匯出版的教材，並未獲學術界廣泛認可，卻可以運用於中小學的基礎教育內。書中舉出一些例子，指出好些何文匯認為是「錯讀」的字音，其實已有學者認同，或已有字詞典收錄。
此外，專欄作家古德明曾於報章發表評論，引用《清朝野史大觀》卷九的故事，諷刺何文匯發起「所謂粵語正音運動」，以宋朝《廣韻》作準繩，電台、電視台、中小學校等紛紛景從，實為泥古之舉，而不是真正愛惜中國語文。
網上有評論文章指摘何文匯指港人讀錯字「不勝枚舉」一說實為謬論，因為語言既作為人與人之間的溝通橋樑，若我們真的每日讀錯「不勝枚舉」的字，那麼這種語言根本不能有效溝通。而何文匯認為《廣韻》是「最全面、最有效的約定俗成」，從而貶低《廣韻》之後所出現的音變，為自己「以《廣韻》為正音」的理論建立基礎，根本曲解了「約定俗成」一詞的本義。

### 間接的批評
香港文字研究者容若多次撰文批評黃錫凌《粵音韻彙》的讀音取向，例如指「僧」字要讀「生」音、「擴」字要讀「廓」音等，指黃錫凌對於粵音的「改讀」，有復古及跟普通話的傾向，投機性十分明顯。何文匯亦要求「擴」字要讀「廓」，否則便是錯誤。
容若亦批評「港英時期某些『正音』人士，偏要依照黃氏取向，以求『別樹一幟』」；及為文不贊成「某哲學博士」要求「絢」字讀「勸」不讀「喧」。他亦認為今時今日將「搜」及「蒐」字標讀「收」並不正確，因為古今音不同。何文匯的「正讀」要求「絢爛」讀「勸爛」、「搜查」讀「收查」。
此外，他在《明報月刊》撰文批一本使用何文匯《粵音正讀字彙》作標準的字詞典，批評該標準將《廣韻》奉為金科玉律，不承認約定俗成及「時有古今，地有南北，字有更革，音有轉移，亦勢所必至」（明陳第）的道理，以不實際的讀音取代實際讀音，製造混亂。
容若認為，研究字音，要尊重約定俗成，並比較古今音，探索變易原因，而不應泥古；「古音可跟可不跟，依情況而定」。
朱維德亦認為「關於讀音，復古殊屬多餘；時代轉變，無謂矯枉過正」，將「時間」「正音」為「時『姦』」已經成為笑柄，應該引以為鑑。他亦不同意跟從《廣韻》要「綜」字讀成「眾」音，表示若真要依足《廣韻》，則「綜」、「糉」同樣讀「眾」，那麼「食糉」亦應該「正音」為「食眾」了。（據了解今人皆讀「綜」為「眾」，與廣韻同。）他慨嘆近來「盡信書而而不化」以及「一知半解」兩種現象成為潮流。

### 其他討論
林沛理曾發表《香港人的粵語鄉愁》文章，將當時「粵語正音」的爭論，歸納為「語言純化論者」與「實用主義者」之爭。他說，前者要求語言應紀律森嚴、尊卑分明；他們對語言的歷史癖和潔癖，令他們巴不得回到粵語讀音大定的現場，凝結該歷史時刻，然後將該時刻的讀音，供給後人使用。這種行為，是希望將粵語變成只有專業權威才懂的「技術語言」。他並總結，「語言純化論者」透過訴諸權威的傳媒奪取話語權，但「實用主義者」會贏得民意和民心。文中並無提及何文匯的名字，不過提及「正音」被王亭之、潘國森等人反對，雜誌版文中附有何文匯的照片插圖。
2008年香港高級程度會考中國語文及文化科聆聽測試中，有一段談話，以「時間」、「屋簷」、「刊物」為引子，論及「粵語正音」問題。錄音內的「老師」角色與兩名「學生」角色就何謂「正音」展開討論。討論話題圍繞一些字的粵語讀音標準，亦即何文匯的「正讀」標準問題。
對話片段內的「老師」認為，現在所謂「正音」意義其實不止於「正確讀音」。「正音」被賦予的意義是：
- 符合傳統讀音字典所規定的讀音；或
- 今音與傳統讀音字典所規定的讀音無法對應，但卻符合後人歸納的語音變化規則（即上述「古無輕脣音」等變化）

「老師」指，我們在追溯古今音變異時，既然必須先審視「今音」與「韻書音」的異同，繼而歸納出「變化規則」；那麼，在比較「古音」、「今音」找出規則後，卻反過來說某一個「今音」不符合變化規則、是「錯誤」，然後漠視之，根本自相矛盾。他又舉例指「打」字若根據「正音」必須讀「頂」，但將「打電話」說成「頂電話」卻會嚴重窒礙溝通，可見不能單以「有根據」作為使用某讀音的理由。錄音中「老師」又以《廣韻》中的「俛」字做例，表示《廣韻》其實也頗尊重約定俗成的讀音。他建議在決定何為「正確讀音」時，應該「不薄今人愛古人」。

## 部份「正讀」語音分歧
粵語「正讀」由何文匯及朱國藩訂出，由於社會未就何謂正讀（正確讀音）有共識，故對於一些單字，何文匯的「正讀」與大眾、教育界使用以至其他字典所標注的讀音，不無分歧。以下是一些較明顯的例子。

### 「構」字及「購」字
溝、構、購三字，都以「冓」為聲符。根據《廣韻》，溝字「古侯切」，以廣府話切音，理論上要讀成[gau1]；構、購二字「古候切」，理論上要讀成[gau3]。可是大多數人以[kau]為實際讀音，即溝讀[kau1]、構與購讀[kau3]。[g]與[k]的變化，語音上屬於「不送氣與送氣互變」。
有學者認為這種讀音變化是由於粵人求雅避俗使然。「古侯切」在廣府話切出[gau1]音，而這個音與粵語粗口[㞗] 错误：{{Lang}}：無法辨識語言標籤 zh-yue（帮助）（讀音：gau1，俗作𨳊）同音。於是粵人將這個[gau1]音改變，「溝」讀成[kau1]，而同樣是「古侯切」的「勾／鉤／鈎」亦是改變聲母，讀成[ngau1]。「鳩」字《廣韻》切音「巨求切」，廣府話亦應讀成[gau1]，一般卻讀成[kau1]。
學者認為，由於「溝」字的聲符與「購、構」同樣是「冓」，而「溝」的讀音既由[gau1]變成[kau1]，「購、構」二字便受「溝」的諧聲偏旁讀音改變而類化，由[gau3]變讀成[kau3]。
黃錫凌將「溝、購、構」讀成[gau]訂為標準音，但亦承認這三個字口頭上「讀成送氣」，而「鈎」則「俗讀」成[ngau1]。
文字工作指容若指出，在1970年代，有人通過香港電台搞「正音」，依照《粵音韻彙》的標準音，將「構、購」二字由「扣」改讀成「究」（「溝」則不受影響），引致混亂，三十年間，雖形成一股勢力，卻未為大眾接受。
何文匯在其著作中，將「溝」和「構、購」分開處理。他認為「溝」讀成不合「正讀」的[kau1]，是「習非勝是致無法還原」，故可以此為「今讀」，[gau1]成為「本讀」；「構、購」二字則必須依《廣韻》的「古候切」讀成「救(gau3)」才算「正讀」；讀成「扣(kau3)」則是「有習非勝是趨勢的口語音」。
潘國森和王亭之批評何文匯經常將《廣韻》奉為聖典，這種做法是雙重標準。
陳永明教授認為，正音原則應該是服從當時絕大多數的讀音。這兩個字讀「救」還是「扣」，只是送氣及不送氣的分別，分別很小，如果大多數人都讀「扣」，那就不必固執字書上的讀音。
單周堯教授曾在第七屆國際粵方言研討會中為這兩個字的粵讀，邀請在場人士投票。結果「構」字有超過76%的人支持讀「扣」，「購」字有79%與會者支持「扣」音。支持這兩個字應讀「救」音者，不足兩成。
市面字詞典多將二音並列，不強分正誤。
教育署語文教育學院中文系在1993年出版的《常用字廣州話讀音表》中，溝的建議讀音是[kau1]、構和購的建議讀音是「扣」。2001年《廣州話正音字典》只收錄「扣」音。
有關這些字是否應該依足《廣韻》切音的爭論，在2009年9月忽然熱鬧起來。因為大眾發現新任日本首相鳩山由紀夫的名字有「鳩」字，而此字各大香港傳媒均讀成[kau1]而非「正讀」[gau1]。陶傑亦發表戲謔文章諷刺香港的電視台廣播人，經常將「正音」掛在口邊，硬要將「機構」唸成「機夠」，遇到「鳩」字，卻不敢使用「正讀」。

#### 「購物」與「鳩嗚」
香港佔領運動時期，有親政府陣營帶前往香港旅遊購物的中國旅客參加親政府遊行。期間一名粵語不太流暢的參與者被記者問及參加遊行的目而用普通話答了一句「購物」，被人強行直譯成為「鳩嗚」。不過，電視台對被訪者的回答刻意迴避，報導時改稱「買嘢」或「扣物」。

### 「糾」字
何文匯根據《廣韻》，「糾」字是「居黝切」，故必須讀「九」，讀「斗」是不標準。
文字研究者容若認為，「糾」字從「丩（giu2）」得聲，本讀「矯（giu2）」（相似例子有「叫（giu3）」字，與「矯」只有一調之轉）；讀成「九」，是因為受鄉音影響。某些方言中「九」與「矯」讀音相似，但粵語中兩字讀音相距甚遠；而讀成「斗」，早已約定俗成。他諷謂，與其「半天吊」復一半之古讀「九」，不如讀「矯」。惠伊深在著作《字海拾趣》看法相似，認為此字詞「矯」、「九」均有根據，但香港更多人將之讀成「斗」，此一讀音可追溯至明代《正字通》。這個以訛變俗的形成，很可能與「丩」及「斗」兩個偏旁在草書的寫法形似有關。
林佐瀚在《每日一字》中提到，廣州老學者指「糾」字應讀「矯」；他並指出，雖然在1962年喬硯農指此字「粵容讀斗，實應讀九」，但1982年李卓敏《李氏中文字典》已經註此字語音為「斗」，可見「斗」這個音開始為教育界接受。他認為，「糾」字可讀「九」、「矯」，俗音可讀為「斗」：「斗」這一個讀音「既已通俗如斯，為何不可接受？」
饒秉才在《語文雜誌》指出：「糾」讀「斗」已具有全民性，故訂音時可以承認「斗」為俗讀音。
坊間字典如 1993 年《商務新詞典(縮印本)》、《廣州話正音字典》，亦承認「斗」音是俗讀。
何文匯極力反對這個讀音，透過傳媒多番指「斗」音是不標準，而「九」才是正音；由於「矯」音《廣韻》不收，只見於《集韻》，其字書中亦沒有標示此字可以讀「矯」。近年不少港人已以「九」字為日常讀音，並認為「斗」是錯讀，亦不知道此字有「矯」音。

### 「簷」字
何文匯根據《廣韻》，「簷」字是「余廉切」，故必須讀「鹽」，讀「禪」是不標準。
容若則撰文表示將「簷」讀成「鹽」是「復古倒退」，指出雖然此音依宋代韻書《廣韻》、《集韻》和明代韻書《正韻》定音，但指「簷」在粵音中早已讀成「蟾」（即「禪」音）。他亦指出，50年前黃錫凌的《粵音韻彙》已經承認「禪」音。
潘國森則指，此字在李卓敏所著之《李氏中文字典》有收「禪」音。
另外，中文大學的何杏楓博士在主持電視節目時，承認「禪」字是「簷」的後起音，這兩音皆為常用音，並無說這個「禪」不標準讀音。

### 「雛」字
何文匯認為此字在《廣韻》是「仕于切」，必須讀「鋤」（仕于切切出的粵音應讀「除」。讀成「鋤」其實是不標準，不過何文匯認為已無法還原，故接受「鋤」為「今讀」），若讀成陰平聲的「初」便屬錯誤。
陳永明認為：正音原則應該是服從當時絕大多數的讀音。雛讀成鋤或初，只是陰平與陽平的分別而已。
網上對「正讀」的評論指，市面多數字典均承認「初」這個音，包括《廣州話、普通話雙音對照漢語字典》、《香港小學生中文詞典》、《商務新詞典（縮印本）》、《商務新字典》、《中華新字典》、《中華新詞典》、《朗文中文新詞典、《廣州話正音字典》、《廣州話、普通話速查字典》、《中文多用字典》、《常用字廣州話異讀分類整理》、《粵音檢字表（二版）》、《李氏中文詞典》。文中又以《粵西十縣市粵方言調查報告》，指出沒有一個方言點的居民會將此字讀成「鋤」音，但「雛」與「初」同音的則佔絕大多數；而在 1996 年出版的《正音正讀縱橫談》，收錄了其中一個何文匯有出席的座談會，有與會者以「雛」是否必須讀成「鋤」「有爭議」為由，迴避討論。評論質疑何文匯不承認「初」音存在，理據是否充分。
無綫電視被發現在2007年後的配音節目中，「雛」字被統一改讀成「鋤」音，引起一陣議論。無綫電視辯稱讀音「有根據」，堅持此讀音沒有問題。

### 「彌」和「瀰」字
王亭之認為晉代「彌」字讀「尼」音；他指「沙彌」一詞譯自「śrāmaṇera」，而「śrāma」是譯「沙門」，可見「ṇe」是譯作〔尼〕，粵語將此音保留至今。
容若翻查過《晉書音義》及《毛詩古音考》，指出當時「瀰」字讀成「泥」音。泥從尼得音，濔、禰從爾得音；爾從尔得音，讀你（你音也是從尔而來，這個字大約在元明時才出現，當時寫作「伱」或「尒」，見《老乞大諺解》及《朴通事諺解》。），早經約定俗成，粵人把這些字讀成尼音，並非毫無根據。
有網上評論指，查《說文解字》對「彌」的古字「镾」的解釋是「從長，爾聲」。爾從尔得音，讀 n- 聲母。即使假設這個「錯音」是始於港人將港督 Nathan 譯為 彌敦，則此音亦已逾百年且大眾已接受，沒理由不承認而另立新音謂之「正音」。1941年黃錫凌著《粵音韻彙》已經承認「彌」、「瀰」現在讀成 [n-] 聲母，1960年代莫朝雄《粵語教學與讀音研究》亦指出，字必須適應時代演變，而不是一定要追溯到最原始的讀音才是正確。他並舉例「瀰」字讀成「尼」，的確是現時通行的讀音。
而對於「彌」字，《中華新字典》(1982)、《中文多用字典》(1984)、《廣州音字典》(1985)、《常用字廣州話讀音表》(1993)兼收「尼」音，新近字詞典如《香港小學生中文詞典》(1988)、《商務新詞典》(1989)、《中華新詞典》(1993)、《朗文中文新詞典(第二版)》(2001)、《廣州話正音字典》(2002)更只標注「尼」音；《廣州話、普通話速查字典》(2003)收「尼」音、將「微」音視為「本讀」。
何文匯則純粹根據《廣韻》切音，在《粵音正讀字彙》中，此字只能讀成「微」音，不能讀成「尼」音。批評者質疑何文匯不切實際，做法等同將以古音干擾今音。

## 其他學者對「正讀」的態度
林佐瀚在1980年代為無綫電視主持《每日一字》的立場是：由於字音是會隨時間改變，當一個字音已經通俗、慣用時，不會堅持「正音」、執着泥古。
而曾經主持無綫電視文教節目《最緊要正字》的歐陽偉豪博士則回應指，「現代音」和「古代音」可以並存。他認為，像「彌敦道」不妨讀回「『尼』敦道」而不必讀「『眉』敦道」。例如「傍晚」一詞，港台讀「『磅』晚」、商台讀「『旁』晚」，兩個音可以並存。他又認為，考試只是人生一部份，若真要求讀成將「會計師」讀成「『賄』計師」，便在考試時用這個讀音，生活中讀回「『匯』計師」好了。
而他在一訪問片段中指，「正音正字」風氣，顯示大家對自己的母語多了一種自覺，他覺得可以視「正音」為「多了一個標準」，打破凡事只有一個標準的框框。他並舉例說現在大家便可以知道「時間」有兩個讀音，在他心中，日常將「時間」一詞讀成「時『諫』」，但要做節目、突出自己、見工時便會用「時『奸』」，兩者同時在腦海中，沒有甚麼問題，也不會阻礙溝通。
不過有回應文章批評歐陽偉豪的說法迴避了問題癥結，因為若拿「時間」一詞為例，現在的情況是在絕大多數人讀成「時『諫』」時，有人堅持不接受這種讀音，大舉宣傳這個是「錯音」，要求所有人改讀成「時『姦』」。讀「時『姦』」的人的心中根本沒有「多一個標準」，歐陽博士不應該反要一直沿用普遍讀音「時『諫』」的人心中「多一個標準」，接受「時『姦』」這個少數人使用的讀音。更何況「時『姦』」是否真的「正確」，目前未有公論。
除了何文匯，香港亦有其他學者參與粵語審音工作，他們的取向與何文匯不盡相同。
教育署在1992年出版的《常用字廣州話讀音表》，審音委員有來自香港大學、語文教育學院、中文大學的博士及教授。
而2004年由廣東人民出版社出版的《廣州話正音字典》更集合超過20位粵、港、澳三地的專家學者審音超過十年。港方包括有香港理工大學中文及翻譯系講座教授兼系主任張日昇、香港中文大學中文系音韻學教授張雙慶、香港理工大學中文及雙語學系教授李學銘及香港教育學院中文學系教授兼副系主任何國祥。《廣州話正音字典》編輯委員會在審音時「都以今音為基礎，既考慮語音發展、語音結構的規律性，也考慮語言應用的通用性。特別重視那些已經深入人心，家喻戶曉的讀音，對一些不合古音及反切的字音，只要已在社會上廣泛使用，也考慮承認現實，適當加以保留，或作『俗』讀看待。」這與何文匯先以古音為基礎、不合古音即為錯音，再考慮是否接受為「無法還原」的本音的取態大相逕庭。
《廣州話正音字典》召集人，暨南大學中文系教授、漢語方言研究中心主任兼香港大學中文系和語言學系名譽教授詹伯慧在文章中指，為字典訂音時，當然要把持「語音發展的歷史繼承性」，卻不能無視在社會大眾已經流行的「俗讀」。他特別提到在香港有粵語正音問題爭議，實際上就是「從切」還是「從眾」的爭論；一方認為現今的正確音讀，是以「符合《廣韻》等韻書的反切」為依據，但反對者則指出，定音時應該面對社會上的普遍讀法，古韻書上的反切是必不可少的參考，但不作為唯一的依據。詹伯慧則認為，現代香港人用現代粵音，是天經地義的事，沒有必要強求港人將不符合古音反切的粵音「改正」過來。他建議可由政府牽頭成立審訂粵語正音的專家委員會，解決「從切」和「從眾」的分歧。
香港大學中文系主任單周堯教授在1980年已經就當時常用的粵音工具書——《粵音韻彙》、喬硯農《中文字典》、《新華字典》內的粵語注音與實際通行粵音有異，指出語音是不斷演變，古今字音不盡相同，也不必相同。他認為我們不必為了遷就古韻書的切音，放棄約定俗成的讀音。他更指出，如果字典注音只照顧韻書反切而無視實際讀音，那麼這些字典的注音價值便會大打折扣。而他在2008一個講座中提到「正音」論題時，亦提到一些字典以韻書作依據，卻沒有考慮社會上實際的讀音，而《常用字廣州話讀音表》和《廣州話正音字典》在研訂讀音時，會顧及社會上實際使用情況。他指出，學者認為這種「從今從眾」的審音原則，貼近現實情況，也提高了字典的實用價值。單周堯教授再一次指出：「要粵語審音成功，政府的支持非常重要，這包括香港政府和廣東省政府。希望粵音的規範，不會一語兩制。」

## 傳媒的取態
目前，沒有電台或電視台公開表態支持何文匯擬出的「正讀」。不過，個別傳媒對一些單字字音的改讀，被質疑是向某一學派的「正讀」學說靠攏。

### 香港電台
1981年，香港電台曾經跟隨一些「正音」人士的說法，將十分普遍的「時間」一詞的讀音改變。「時間」的「間」字在廣州話中習慣讀成「諫」音，但香港電台台長張敏儀在請教宋郁文及劉殿爵教授二人後，指令全台播音員，包括非新聞節目的唱片騎師在播報時必須統一發音，將「間」字讀成「姦」音。於是「時間」便變讀成「時『姦』」。，此舉惹來廣泛討論。
當時對正音運動的批評主要在報上。部份讀者來函指：「聽到一大班小朋友在講《小朋友時「姦」》（《小朋友時間》是香港電台的一個兒童節目名稱），令人感到毛骨悚然。」
劉殿爵在《明報月刊》發表文章，闡述自己為甚麼認為「時間」要讀「時『姦』」，指「時間一直到三十年代後期還是讀作『時艱』」，讀成時「諫」只是港人誤讀，不過王亭之並不同意這個說法。劉殿爵的文章刊出後，有文章反駁他的論點，認為「時『諫』」才是本來的正確讀法。另外，該刊讀者來函亦刊出署名「七十八歲老翁林範三」的讀者在信中表示，他在70年前已聽到塾師讀時「諫」，50年前在廣州大學亦聽到石光瑛教授說時「諫」。
報章方面，黃霑贊成改讀，他認為既然考據到正音，便應該改正，不應將錯就錯。不過專欄作家王亭之曾發表多篇文章反對這種改讀。他認為，「時間」的「間」字有「迭代」之義，讀成「諫」音並沒有錯。他希望教師不要受電台的讀音影響，以為時「諫」的讀音錯誤，更希望那些自稱「正音」的人，不要以為更改通行讀音便代表自己「鶴立雞羣」。同報哈公亦曾經發表文章諷刺。簡而清認為不必矯枉過正地強迫人家「一面倒」使用一種讀音。他憶述聽過不少聽眾認為在任何詞句均得提高音調由「諫」變「奸」，十分刺耳，並形容這是電台「強姦式『正音運動』」。影評人石琪亦不同意時「奸」是正音，戲稱電台不斷「奸艱姦」實在「大吉利市」。。林蓮僊則撰文指「時『澗』」是約定俗成之例，劉殿爵以所謂「讀音無法和普通話對應」便要求改變約定俗成已久的讀音根本不成理由。她又認為，時代是在邁進的，書本是要活用，大家不能罔顧語音的歷史規律去讀一個字音，可是亦不能老捧着一本韻書，以求將今日的讀音復古。亦有專欄作家指出，一個字音應該怎麼讀，可以爭論，但香港電台不應該在未肯定時間的「間」字真的不能讀「諫」時，卻打出「正音」招牌，要所有播音員「唯我獨『奸』」；同文亦批評有專欄作家單憑兩個人認為一個讀音是對的便「想當然」地將「時『諫』」這個讀音稱為「以訛傳訛」。香港中國語文學會在華僑日報主持的中國語文園地專欄指出，有關「時間」的讀音，其實牽涉兩個問題：（一）讀「時姦」是否比讀成「時諫」更加合適和正宗，及（二）有沒有必要、有沒有可能勉強改變一個極用常的基本詞語的讀音。學會指社會對這兩個問題仍未有共識。
由於這個讀音廣受質疑，最後香港電台不再強迫播音員必須讀時「姦」。雖然劉殿爵終未能使「時『姦』」讀音流通，1990年代以後主張「正音」的何文匯一派仍然以「時間同空間」為理由沿襲「時『姦』」是正確讀音的說法，在主持電台及電視台的「正音」節目時亦刻意提高音調，將「時間」讀成「時『姦』」。另外，2003年由無綫電視製作的《最緊要正字（页面存档备份，存于）》節目中，一眾中文大學中文系的博士學者在說「時間」一詞時，刻意讀成「時『姦』」。2008年亦有電台廣播員在節目中宣揚「時『姦』」才是正確讀音的說法。
2007年有報章訪問香港電台文教組兼特別職務總監鄭啟明，他指出他們強調的「正音」是一個「恰當讀音」，亦不能有懶音，但不會深究一個字在學術上應該以何種發音為「正」。

### 無綫電視
無綫電視目前聲稱的「正音」取向與香港電台相似。電視廣播業務總經理陳志雲在2007年5月的《娛樂直播》中介紹該節目的小環節《謝絕懶音》時，指他們提倡「正音」是針對「懶音」問題，並不是要求別人讀古音。換言之，按何文匯的分類法，該台強調的是「正音」，而非「正讀」。
不過，無綫電視粵語配音組配音作品被發現採納了大量何文匯評定的讀音，統一配音員的讀音。為動畫《聖鬥士星矢－冥王十二宮篇》配音時，「冥」字（一般讀成「皿」音，五聲）全部變成「明」音（四聲），便引起了動畫迷的爭論。有傳媒就此事向無綫電視查詢，該台發言人回應指這是為了「教育下一代」，所以參考何文匯的《粵音正讀字彙》和其他典籍，決定讀音。但亦有矯枉過正的問題，為動畫《人生交叉點》配音時，「崎」字（一般把人名或地名讀成「岐」音，四聲）全部變成「攲」音（一聲）。
另外，「構」、「購」、「彌」等字，以及在九十年代學界討論時已經認為有爭議，因為堅持使用「從切」的讀音會造成溝通問題的「雛」字，無綫電視在配音時，由原本使用大眾通行、市面大多數字典收錄但何文匯不承認的讀音，即構讀「扣」、彌讀「尼」、雛讀「初」，一律改為使用何文匯接受的讀音，即構讀「救」、彌讀「微」、雛讀「鋤」。無綫電視辯稱這是根據《粵語審音配詞字庫》，而非只參考何文匯的說法。
至於同樣由無綫電視製作的《最緊要正字》，節目內香港中文大學的學者在教授粵音時，亦有只採納何文匯所定之粵音標準的例子。例如介紹成語「風聲鶴唳」，主持便根據《廣韻》指出「唳」應該讀「麗」，讀成「淚」是錯讀。《粵語審音配詞字庫》資料顯示，「麗」音只有何文匯承認，何文匯認為是日常錯讀的「淚」音則收錄於李卓敏、黃錫凌、范國、周無忌的字典，亦見諸香港大部份字典。

## 教育當局的態度
香港政府沒有就甚麼是「正確讀音」下結論，但同時亦沒有對何文匯在學術界推銷他認為的「正讀」有過任何表示。
回歸之前，教育署發現坊間很多字典中的標音，比較接近傳統反切，導致標音與香港通行的實際粵音有距離，令人無所適從。該署語文教育學院中文系於是組織了一個「常用字廣州話讀音研究委員會」，1987年開始工作，擬訂「建議讀音」，並收錄於1992年出版的《常用字廣州話讀音表》內。書中明確表示他們對讀音的態度，就是由於文字和語音都會演變，不可能完全按照韻書反切定下讀音，而且「廣州話的訂音，也有許多學者贊成約定俗成」，問題只是有哪些音該接受、哪些音該認為是誤讀。但該書亦強調，他們「無意樹立『漢字粵語正讀』權威，『廣州話』讀音欄所載的只是我們的『建議讀音』，教師授課時，可以採用我們的『建議』。」此書後來並未有修訂版本面世。
回歸後的教育局在2007年出版《香港小學學習字詞表》，讀音依據《常用字廣州話讀音表》，一直存在爭議的「時間」一詞讀音，書中標音為要讀成何文匯一派認可的「時『姦』」。
潘國森有見一些書商、學校在2007年中學會考新設「說話能力」考試，推出教材，教導學生如「棟樑」要讀何文匯承認的「凍樑」而讀何文匯不承認但字典有收的「動樑」算錯、「友誼」要讀何文匯承認的「友義」而何文匯不承認但字典有收的「友兒」算錯等等，撰文指曾去信行政長官曾蔭權和教育局局長李國章，要求正視現時的「正音」爭論，不過當局一直沒有給予明確答覆。
香港考試及評核局的立場亦備受關注，因為2007年中學會考中國語文科增設試卷四「說話能力」，會考核學生讀音，但社會上不少通用而且字典承認的讀音，與何文匯標榜的「正讀」不同；例如「會計」一詞，一般人都讀「匯計」，何文匯則指應該讀「繪計」才算「正讀」。大眾關心考評局會否單以何文匯的說法作為評分標準。何文匯則在2006年以合訂本形式重新出版前作《粵音平仄入門》及《粵語正音示例》，並在新書中的「重刊感言」稱：「發音和讀字是無形的衣冠，教育當局設下了以聲穿戴的要求，同學便不能不正其無形的衣冠了。」故出版合訂本，「更有效地幫助在校同學學習正音和正讀」。後來考評局澄清，在讀音問題上，一般字典有收載的讀音都會接受，而且以考試機密為由，未有透露所參考的工具書及專家名單，被何文匯質疑令考生茫無頭緒。

## 影響

### 對香港的影響力
何文匯曾經表示：「小孩子學習生字，老師怎麼讀他們便跟着怎麼讀，他們並不懂得分辨是非。」他出版了不少粵語教學書籍，包括《粵音正讀字彙》、《粵音正讀手冊》、《粵語平仄入門》、《粵語正音示例》、《日常錯讀字》等，書內均包含他所提出根據其「正讀學說」所擬出來的「正讀」，並附以民間常見的「誤讀」，去教導讀者一些字的粵語讀音。書內提出的「日常錯讀字」，有一些確為社會普遍不接受而有人使用的「錯讀」，例如「重蹈覆轍」被讀成「重『滔』覆轍」；但亦有一些根據其「正讀」標準擬出、在社會並不通行的字音，他仍然堅持自己的「正讀」標準，而指責社會通用、字典接受的讀音是「錯讀」，他自己的才是「正讀」。例如「友誼」不能讀「友『兒』」而必須讀「友『義』」，但「誼」字讀成「兒」，社會普遍接受，不少字典已經承認，不少學者亦不會堅持，何文匯仍然認為這個是錯誤讀音，必須糾正。
何文匯推行「粵語正音運動」，除了著書立說，亦有舉辦活動、到中小學演講等，均是以他自己釐定的「正讀」，決定字音的正誤，並以此原則，教導學生。而由何文匯擔任唯一學術顧問的「粵語正音推廣協會（页面存档备份，存于）」，與香港電台合作製作 《粵講粵啱一分鐘》（页面存档备份，存于），教導學生「正確的粵語發音和讀法」，並設《粵音挑戰站》遊戲，以選擇題測試考核者的粵音知識，而所謂「正確」，同樣以何文匯的「正讀標準」為依歸。例如遊戲中的單字「綜」、「糾」、「渲」、「誼」，在選擇讀音時，要分別選擇「眾」、「九」、「算」、「義」這些何文匯認可的「正讀」才算正確，選擇日常使用而其他字典有收載的讀音，即「中」、「斗」、「喧」、「而」則會被當作錯誤扣分。而香港中文大學的語文自學中心中文部網頁，雖然說「為了避免讀錯音的情況出現，最好的方法還是查字典」，但同樣不承認一般字典有收但何文匯認為是錯誤的讀音。
香港電台除了與粵語正音推廣協會合作製作節目，亦曾一起舉辦「中學生粵語正音比賽」賽，協助協會宣揚其「正音正讀」，受到中小學支持，更計劃將活動伸展至幼稚園。協會本身更與語文教育及研究常務委員會（語常會）舉辦「正音」活動，包括「正音日營」，向小學生灌輸「正音」知識。。
一些學校或出版社會以何文匯的「正讀」作為準繩，教導學生字詞的粵語發音。商務印書館三本字詞典，包括《商務學生詞典》（盛九疇編）、《現代中文詳解字典》（盛九疇編）、《商務新詞典（2008年全新版）》，均只使用何文匯的「正讀」標準。其中《商務新詞典（2008年全新版）》被發現不少字的粵語標音有不切實際、無中生有的情況，亦有不少問題注音。
有批評者質疑，何文匯在著作中不斷叫人多查字典，以減少錯讀，但其實有些單字的讀音，大部分學者、字典已經接受，他仍堅持認為是「錯音」「誤音」。那麼，如果以他的「正讀」為標準，除非只查由他審音的字詞典，否則仍然可能會出現「讀錯音」的情況。而在何文匯的「正讀學說」未有得社會普遍認同或被確立為官方標準前，傳媒便以教育為包裝，製作節目，協助宣傳何文匯的「一家之說」，置其他說法於不顧，有偏袒之嫌。
話雖如此，由於何文匯專注推廣「正音運動」，除了出版書籍，亦經常得到電視台、電台邀請主持節目，節目中除了教導「正音」（咬字）外，亦會宣傳他所訂定的「正讀」，香港不少人以至傳媒，對何文匯以「正音大師」、「正讀權威」相稱。久而久之，部份「正讀」透過電台、電視台及教育界廣泛宣傳，逐漸變成新生一代的慣用讀音（雖然他們未必清楚「正音運動」的前因後果），字典有收但不為何文匯承認的讀音，則會被視為錯讀。

### 對廣東的影響
香港的粵語正音運動，在意義上已經代表了廣東、廣西的粵語，在民間的影響力甚小，但是廣州電臺、廣州電視臺已經開始跟隨。
原本香港粵語與廣東的廣州話在聽感上沒有太大差別，惟部分文字屬多音字、又或因為文白異讀而取音不同，如「使用」，廣州話讀為「洗用」，香港讀為「史用」。這種情況為香港取「天使」之「使」音，然而「使錢」卻常寫成「洗錢」，而普遍視為民間習慣所致。一系列香港電視節目的改音動作，以及《最緊要正字》節目播出後，對廣東的讀音產生一定的影響。
另外，香港的電視媒體也時常糾正一些藝人的讀音問題，包括從廣東去香港發展的藝人。如此行為令廣東省外人誤會為廣東地方主義及香港地方主義。

## 註腳
1. ↑  馮田獵. . 香港: 東聯學供社. 1974: P.272. ISBN 9789628507313.
2. ↑  陳雲，《中文解毒》，天窗出版，2008：P.121-124
3. ↑  http://cantoneseculture.com/page_MediaNewsJournal/journal20080104_001.aspx （页面存档备份，存于） 正音的標準
4. ↑  http://www.singtao.com/yesterday/loc/0424ao18.html 文化界挑戰何文匯粵語正音
5. ↑  http://www.cantonese.asia/?action-viewnews-itemid-342 （页面存档备份，存于） 「粵語正音運動」的謬誤
6. ↑  http://www.cantoneseculture.org/page_RightWord/rightword20070107.aspx （页面存档备份，存于） 談粵語正音
7. ↑  何文匯,朱國藩編著. . 香港: 香港教育圖書公司. 1999. ISBN 9789629484965.
8. ↑  事實上，《廣韻》的「廣」字與兩廣無關，因此亦與粵音無關。
9. 1 2  .   [2006-10-16]. （原始内容存档于2007-03-27）.
10. 1 2  . www.cantoneseculture.com. 多倫多第一報. 2007  [2007-03-27]. （原始内容存档于2020-07-16）.
11. ↑  潘國森，《正字正音》序，次文化堂，2007
12. ↑  何文匯，《粵讀》，博益出版社/明窗出版社，2007年/2008年
13. ↑  .   [2008-09-13]. （原始内容存档于2007-06-21）.
14. ↑  .   [2009-02-18]. （原始内容存档于2021-02-24）.
15. ↑  . 2008-07-05  [2009-02-18]. （原始内容存档于2021-02-25）.
16. ↑  容若，《一字之差──一字送命》，明窗出版社：P.8-9
17. ↑  容若：中文基本功/追溯錯音源頭 （页面存档备份，存于），原載《大公報》2008-1-18
18. ↑  容若，《一字之差──一字送命》，明窗出版社：P.89,P.113
19. ↑  容若：《新詞典未必可靠》，原載《明報月刊》2008年5月號。
20. ↑  朱維德，《一字撚斷幾根鬚》
21. ↑  .   [2021年6月23日]. （原始内容存档于2015年6月8日）.
22. ↑  .   [2009年5月8日]. （原始内容存档于2009年2月28日）.
23. ↑  黃耀堃：音韻學引論，商務印書館，1994
24. 1 2  粵讀審音舉隅，《第七屆國際粤方言研討會論文集》，商務印書館，2000
25. ↑  黃錫凌，《粤音韻彙》，中華書局，1941
26. ↑  容若：不過正音亂象之一[永久]，大公報，2009年10月6日
27. ↑  潘國森：不敢「溝」通？，《廣府話救亡》，2007
28. ↑  王亭之：邪音避粗口，《廣府話救亡》，2007
29. 1 2  陳永明，中文一分鐘 （页面存档备份，存于），香港電台
30. ↑  潘國森：「鳩」字怎麼唸？ （页面存档备份，存于），文匯報，2009年10月26日
31. ↑  潘國森：何氏正音凌駕廣韻 （页面存档备份，存于），文匯報，2009年10月26日
32. ↑  《鳩山正讀》，陶傑，蘋果日報，2009年9月15日
33. ↑  容若：《糾字讀九不如讀矯》，原載明報月刊
34. ↑  惠伊深，《字海拾趣 5：文字國度》，中華書局，1999：P.35
35. ↑  林佐瀚，《每日一字》，博益出版社，1998年第二版：P.211-212
36. ↑  饒秉才:《粵方言字音的訂音問題》，原載《語文雜誌》第5期，P.42-45
37. ↑  isthiscantonese. . 2008-04-09  [2018-09-02]. （原始内容存档于2020-11-11） –YouTube.
38. ↑  . 2007-09-30  [2008-09-14]. （原始内容存档于2021-02-24）.
39. ↑  . 2008-03-09  [2008-09-14]. （原始内容存档于2021-02-24）.
40. ↑  . 2008-06-14  [2008-09-14]. （原始内容存档于2021-02-25）.
41. ↑  林佐瀚，《每日一字》，博益出版，1998年11月（第二版）
42. ↑  im5354. . 2007-03-30  [2018-09-02]. （原始内容存档于2021-03-08） –YouTube.
43. ↑  lingsoc. . 2007-03-26  [2018-09-02]. （原始内容存档于2021-03-21） –YouTube.
44. ↑  詹伯慧. . paper.wenweipo.com. 文汇报. 2009-04-27  [2009-05-06]. （原始内容存档于2021-02-25）.
45. ↑  「《粵音韻彙》、《中文字典》、《中華新字典》中一些與香港通行的實際粵音有距離的粵語注音」，單周堯，《語文雜誌》，1980年4月號
46. ↑  單周堯. . www.huayuqiao.org.   [2009-05-06]. （原始内容存档于2020-12-24）.
47. ↑  「加把勁吧」，黃霑，《明報》，1981年2月7日
48. ↑  「論粵語『時間』一詞的讀音」，劉殿爵，《明報月刊》1981年12月號
49. ↑  「論『時間』」，林雅倫，《明報月刊》，1982年4月
50. ↑  《明報月刊》1982年5月號讀者來函
51. ↑  「還是改吧」，黃霑，《明報》，1982年2月3日
52. ↑  「答讀者問『時間』」，王亭之，《明報》，1981年11月11日
53. ↑  「兩個希望」，王亭之，《明報》，1981年11月12日
54. ↑  「諫與奸」，簡而清，《明報》，1982年2月11日
55. ↑  「大吉利市」，石琪，《明報》，1982年2月15日
56. ↑  「時間的狂瀾－也談粵讀問題」，林蓮僊，《星島日報》，1982年2月20日
57. ↑  「大嶼與核子彈－粵讀問題商榷」，林蓮僊，《星島日報》，1982年2月6日
58. ↑  「讀音」，陳青楓，《大公報》，1982年2月16日
59. ↑  關於「朝‧間‧塑的粵語讀音（下）」，《華僑日報》，1982年3月13日
60. ↑  . www.cantoneseculture.com. 作家月刊. 2007年6月  [2007-06-16]. （原始内容存档于2021-02-24）.
61. ↑  紫微楊. . 蘋果日報. 2007-05-17  [2019-01-12]. （原始内容存档于2020-04-26）.
62. ↑  叱咤903《在晴朗的一天出發》，商業電台，2008年11月3日
63. ↑  「香港電台：不深究學術問題」，《文匯報》，2007年3月26日
64. ↑  . 蘋果日報. 2007-05-13  [2019-01-12]. （原始内容存档于2020-04-26）.
65. ↑  . 正讀™？點讀！──香港正音(正讀)觀察. 2008-04-15  [2009-05-06]. （原始内容存档于2021-02-24）.
66. ↑  《最緊要正字》第15集，2007年1月20日翡翠台
67. ↑  「時間」話舊[永久]，容若，大公報，2008年1月22日
68. ↑  「粵語正音」問題未了 （页面存档备份，存于），潘國森，文匯報，2009年1月2日
69. ↑  考評局：懶音才扣分　何文匯「正音」地位遭作家挑戰，星島日報，2007年3月22日
70. ↑  林凱旻. . 明報.   [2013-03-19]. （原始内容存档于2013-03-24）.
71. ↑  《正音正讀縱橫談》p.56，何文匯編，香港中文大學新亞書院，1996
72. ↑  包括1977年《兩用中文字典》(A)、1982《中華新字典》(A)、1984年《中文多用字典》(A)、1985年《廣州音字典》(A)、1988年《廣州話標準音字彙》(A)、1988年《香港小學生中文詞典》(B)、1989年《商務新詞典》(B)、1992年《常用字廣州話讀音表》(C)、1993年《中華新詞典》(B)、1994年《粵語同音字典》(D)、1994年《朗文中文高級新辭典》(A)、2000年《小樹苗學生辭典》(B)、2001年《朗文中文新詞典 (第二版)》(B)、2002年《廣州話正音字典》(B)、2004年《中華高級新詞典》(B)、2006年《粵音檢索漢語字典》(B)。(A) 代表以「宜」為第一讀音，(B)代表以「宜」為唯一讀音，(C)代表以「宜」為建議讀音，(D) 代表以「宜」為「又讀」。
73. ↑  .   [2009-05-27]. （原始内容存档于2016-03-04）.
74. ↑  .   [2009-05-27]. （原始内容存档于2009-11-19）.
75. ↑  . 2008-03-01  [2008-09-13]. （原始内容存档于2021-02-24）.
76. ↑  .   [2008-09-13]. （原始内容存档于2008-09-25）.
77. ↑  文化界挑戰何文匯粵語正音，星島日報，2007年4月27日

## 伸延閱讀
- 麥池昌. . 2006年12月26日  [2020年3月12日]. （原始内容存档于2020年2月16日）.

## 外部連結
- 粵語文化傳播協會
- 粵語正音推廣協會（页面存档备份，存于）